# What's Words Worth?
What's Words Worth? è il secondo album live dei Motörhead, pubblicato nel 1983.
Le registrazioni provengono dallo show del 18 febbraio 1978 al Roundhouse di Londra e difatti il disco è stato pubblicato nel corso degli anni come bootleg (e con vari titoli, tra cui Iron Fist and the Hordes from Hell, The Watcher (in Canada), City Kids, Live, Loud and Lewd.
Il disco è stato quindi pubblicato ufficialmente solo nel 1983, dalla Big Beat Records, e poi nel 2002 dalla Ace Records.
Una curiosità: la band si è esibita sotto il nome "Iron Fist and the Hordes from Hell".

## Tracce
Tutti i brani (eccetto dove indicato) sono scritti da Lemmy Kilmister, Eddie Clarke e Phil Taylor
1. The Watcher - 4:01
2. Iron Horse/Born to Lose (Brown, Lawrence, Taylor) - 4:55
3. On Parole - 5:12
4. White Line Fever - 2:33
5. Keep Us on the Road - 5:25
6. Leaving Here - 3:12
7. I'm Your Witch Doctor - 3:08
8. Train Kept A-Rollin (Kilmister) - 2:43
9. City Kids - 3:43

## Formazione
- Lemmy Kilmister - basso, voce
- "Fast" Eddie Clarke - chitarra
- Phil "Philthy Animal" Taylor - batteria